# San Sebastián de los Reyes
San Sebastián de los Reyes (üblicherweise als Sanse bezeichnet; Abkürzung: SSRR) ist eine Vorstadt von Madrid, etwa 18 Kilometer nördlich davon gelegen. Sie zählt 94.969 Einwohner (Stand: 2024) und liegt auf einer Höhe von 705 Metern; die Fläche beträgt 59,26 km². Die Bebauung ist mit jener der Nachbarstadt Alcobendas zusammengewachsen. Die zwei Städte sind durch die Spanien-Allee (Avenida de España) getrennt. Die Gebäude einer Straßenseite gehören zu Alcobendas, die der anderen zu Sanse.
Mit Madrid ist San Sebastián de los Reyes seit 2001 durch die Cercanías-Vorortbahn (Linie C-1 nach Madrid-Atocha und Alcalá de Henares) sowie die Autobahn A1 verbunden. 
Seit April 2007 ist San Sebastián de los Reyes durch die Linie 10 an das Netz der Metro Madrid angebunden. Eine der Metrostationen in Sanse ist nach der deutschen Partnerstadt Baunatal benannt.
Die M-50 und die kostenpflichtige R2 verbinden San Sebastián de los Reyes mit großen Teilen der Region. Die Stadt hat ein sehr gut ausgebautes Busnetz, durch das sie auch mit Madrid und vielen angrenzenden Orten verbunden ist.

## Geschichte
San Sebastián de los Reyes wurde im Jahr 1488 gegründet. Einige Familien flohen aus der Stadt Alcobendas vor dem Druck des Freiherren D. Juan Arias de Ávila. Den Titel „de los Reyes“ trägt die Stadt, weil sie das Stadtrecht von den Katholischen Königen verliehen bekam. Diese vergaben die Rechte, damit die Macht des Freiherrn nicht zu groß wurde mit der einzigen Auflage, eine Gedenkstätte für San Sebastián zu erbauen.
Bis weit in das 20. Jahrhundert hinein war die Landwirtschaft der einzige Wirtschaftsfaktor der Stadt. Nachdem San Sebastián de los Reyes in den 1970er Jahren, wie fast alle Peripheriestädte Madrids, enorm gewachsen ist, gibt es dort heute weit über 2500 Firmen und Firmensitze, unter anderem vieler internationaler Firmen.

## Regelmäßige Veranstaltungen
Die Fiestas zählen zu den spektakulärsten Spaniens. Wie in Pamplona werden jeden Morgen Stierläufe mit den Stieren veranstaltet, die am Nachmittag in der Arena kämpfen. Wegen der Qualität und des Ausmaßes dieser Läufe und Kämpfe wird San Sebastián de los Reyes auch manchmal Pamplona chica (kleines Pamplona) genannt.

## Städtepartnerschaften
- Baunatal, Deutschland[5]

## Söhne und Töchter der Stadt
- Miguel Ángel Martín Perdiguero (* 1972), Radrennfahrer
- Javier Patiño (* 1988), Fußballspieler
- María Palomo Pineda (* 2000), Handballspielerin